# 高山里遺跡
高山里遺跡（コサンリいせき、朝鮮語: 고산리 유적、こうさんりいせき）は大韓民国済州道済州市翰京面高山里に所在する新石器時代の遺跡。新石器時代草創期に属し、「韓国国内最古の遺跡」として報道されたことがある。9万点以上の石器や1000点あまりの土器の破片が出土しており、1998年、大韓民国指定史跡となった（史跡第412号）。

## 概要
朝鮮半島南部における土器の最古段階として評価される。高山里式土器は焼成に先立って粘土に植物繊維を多く混和させた繊維土器であり、その年代はかつては1万1000年前をさかのぼるという想定もあったが、2019年現在においては、およそ9700年前 - 9200年前にまとまっている。日本の縄文土器との対比では縄文時代早期に並行する。縄文文化成立期における繊維混入土器の系譜の問題との関連が考慮され、その面でも重要な遺跡である。